# Johan Gabriel Banér
Johan Gabriel Banér, fältherre, generalmajor, född 16 december 1662 i Stockholm, död 19 dec. 1706 i Gottorp, Slesvig. Ogift 

## Biografi
Hans föräldrar var riksrådet och lagmannen över Värmland Svante Svantesson Banér (1624-1674) och Margareta Sparre. 
Efter studier i Uppsala gjorde han militär karriär i utlandet, bland annat i Ungern, Österrike och Frankrike. Han ingick som ung officer 1685 i franska armén och övergick därefter 1689 i den österrikiska armén. Anledningen till att han lämnade Sverige och Djursholms slott sägs ha varit Karl XI:s reduktioner, som gjorde det omöjligt att leva ett ståndsmässigt liv på Djursholms slott. År 1697 blev han generalmajor hos hertigen av Holstein, gift med Karl XII:s syster Hedvig Sofia av Holstein-Gottorps och senare som överhovmästare fick han titeln "geheimeråd". Han var med under kriget mot Danmark under Stora nordiska kriget. Mellan den 21 april till den 4 juni försvarade han fästningen Tönningen mot danskarna. När han efter ett kort besök hos Karl XII i Sachsen återvände till Holstein insjunknade han på vägen och dog i staden Gottorp i Slesvig 19 december 1706.
Johan G. Banér var arvtagare till Djursholms gods. Då han inte efterlämnade några arvingar kom Djursholms gods vid hans död att bjudas ut till försäljning men blev ändock kvar i släkten genom att hans syssling Johan Claesson Banér (1659-1736), gift med en dotterdotter till Svante Svantesson Banér (1624-1674), köpte in godset.